# Geografia de Santa Maria (Rio Grande do Sul)
A geografia de Santa Maria é um domínio de estudos e conhecimentos sobre todas as características geográficas do território do município gaúcho-brasileiro de Santa Maria. Visa aprofundar o estudo sobre geografia nos seus mais variados aspectos como clima, produções, populações, divisões político-administrativas, geologia, relevo, hidrografia, vegetação, economia, turismo, e afins.

## Aspectos geográficos
- Centro Geográfico do Rio Grande do Sul;
- Altitude média da Sede: 113 m;
- Altitude máxima: 485 m em Arroio Grande;
- Altitude mínima: 41 m em Arroio do Só;
- Temperatura média anual: 19,2°C ;
- Precipitação pluviométrica anual: 1700 mm (média);
- Clima mesotérmico e úmido;
- Área: 1.791,65 Km²;

- Coordenadas geográficas
  - Extremo norte: 29°32’52” e 53°42’1O” WGR;
  - Extremo sul: 30°OO’15”e 53°47’54 WGR;
  - Extremo leste: 29°43’58’ e 53°30’3O” WGR;
  - Extremo oeste: 29°41’33’ e 54°07’39” WGR;

## Clima
Em Santa Maria, a altitude e a continentalidade são responsáveis pelas diferenças de temperaturas. O tipo climático do município é subtropical, com temperatura média anual em torno de 19°C. As médias de temperaturas mais baixas são verificadas nos meses de julho e agosto. No inverno são comuns as geadas. A importância de conhecermos o clima, o local e o regime das temperaturas se deve à íntima relação destes com o espaço físico e a organização do espaço agrário.
A temperatura do município é influenciada pela:
1. Latitude: a posição geográfica de Santa Maria é determinada pelo paralelo de 29º de latitude sul.
2. Continentalidade: Santa Maria é um município localizado distante do mar e a continentalidade provoca elevadas variações de temperaturas.
3. Altitude: o centro da cidade encontra-se a uma altitude de 113 metros. Na região serrana, a altitude ultrapassa os 400 metros.
  1. Região serrana: área com maior altitude, apresenta menor temperatura.
  2. Região plana: menor altitude, apresenta maior temperatura.

Também conhecida como Santa Maria da Boca do Monte, pois situa-se em uma região cercada por morros, do final do derramamento basáltico ocorrido no Pleistoceno. Quando há vento Norte, é muito forte, chegando a 100 km/h.
| Maiores acumulados de precipitação em 24 horas registrados em Santa Maria por meses (INMET) | Maiores acumulados de precipitação em 24 horas registrados em Santa Maria por meses (INMET) | Maiores acumulados de precipitação em 24 horas registrados em Santa Maria por meses (INMET) | Maiores acumulados de precipitação em 24 horas registrados em Santa Maria por meses (INMET) | Maiores acumulados de precipitação em 24 horas registrados em Santa Maria por meses (INMET) | Maiores acumulados de precipitação em 24 horas registrados em Santa Maria por meses (INMET) |
| Mês                                                                                         | Acumulado                                                                                   | Data                                                                                        | Mês                                                                                         | Acumulado                                                                                   | Data                                                                                        |
| ------------------------------------------------------------------------------------------- | ------------------------------------------------------------------------------------------- | ------------------------------------------------------------------------------------------- | ------------------------------------------------------------------------------------------- | ------------------------------------------------------------------------------------------- | ------------------------------------------------------------------------------------------- |
| Janeiro                                                                                     | 112,6 mm                                                                                    | 25/01/1996                                                                                  | Julho                                                                                       | 144,8 mm                                                                                    | 12/07/1957                                                                                  |
| Fevereiro                                                                                   | 106,5 mm                                                                                    | 20/02/1943                                                                                  | Agosto                                                                                      | 113,8 mm                                                                                    | 13/08/2017                                                                                  |
| Março                                                                                       | 128,4 mm                                                                                    | 30/03/1989                                                                                  | Setembro                                                                                    | 108,4 mm                                                                                    | 25/09/1979                                                                                  |
| Abril                                                                                       | 183,9 mm                                                                                    | 16/04/1984                                                                                  | Outubro                                                                                     | 180,8 mm                                                                                    | 08/10/2015                                                                                  |
| Maio                                                                                        | 213,6 mm                                                                                    | 01/05/2024                                                                                  | Novembro                                                                                    | 113,3 mm                                                                                    | 11/11/2013                                                                                  |
| Junho                                                                                       | 182,3 mm                                                                                    | 23/06/1944                                                                                  | Dezembro                                                                                    | 156,1 mm                                                                                    | 26/12/1991                                                                                  |
| Período: 1931-presente                                                                      |                                                                                             |                                                                                             |                                                                                             |                                                                                             |                                                                                             |

Santa Maria possui dados meteorológicos desde 1912, quando a Diretoria de Meteorologia e Astronomia, hoje Instituto Nacional de Meteorologia (INMET), instalou uma estação meteorológica convencional no centro da cidade. Somente em 1968, foi transferida para o Campo Experimental do Departamento de Fitotecnia da UFSM, onde permanece até hoje. Desde 1931, a menor temperatura registrada em Santa Maria foi de −2,9 °C em 14 de julho de 2000 e a maior atingiu 41 °C nos dias 16 de janeiro de 1943 e 13 de fevereiro de 1958. O maior acumulado de precipitação em 24 horas atingiu 213,6 mm em 1° de maio de 2024, superando o recorde de 183,9 mm em 16 de abril de 1984.
Outros acumulados iguais ou superiores a 150 mm foram: 182,3 mm em 23 de junho de 1944, 180,8 mm em 8 de outubro de 2015, 175 mm em 16 de novembro de 1941, 162,8 mm em 9 de maio de 2025, 156,1 mm em 26 de dezembro de 1991 e 153,4 mm em 21 de maio de 1984. Por muito tempo, o recorde mensal era de 615,3 mm em abril de 1941, que foi levemente superado em maio de 2024, com 617,1 mm. Por sua vez, o recorde anual é 2 953,4 mm em 1941, seguido por 2 691,5 mm em 2002 e 2 485,9 mm em 1984. Por outro lado, os anos mais secos, abaixo dos 1 000 mm, foram 1917 (640 mm), 1924 (984,3 mm) e 1962 (992,3 mm).
| Dados climatológicos para Santa Maria                                                    | Dados climatológicos para Santa Maria | Dados climatológicos para Santa Maria | Dados climatológicos para Santa Maria | Dados climatológicos para Santa Maria | Dados climatológicos para Santa Maria | Dados climatológicos para Santa Maria | Dados climatológicos para Santa Maria | Dados climatológicos para Santa Maria | Dados climatológicos para Santa Maria | Dados climatológicos para Santa Maria | Dados climatológicos para Santa Maria | Dados climatológicos para Santa Maria | Dados climatológicos para Santa Maria |
| Mês                                                                                      | Jan                                   | Fev                                   | Mar                                   | Abr                                   | Mai                                   | Jun                                   | Jul                                   | Ago                                   | Set                                   | Out                                   | Nov                                   | Dez                                   | Ano                                   |
| ---------------------------------------------------------------------------------------- | ------------------------------------- | ------------------------------------- | ------------------------------------- | ------------------------------------- | ------------------------------------- | ------------------------------------- | ------------------------------------- | ------------------------------------- | ------------------------------------- | ------------------------------------- | ------------------------------------- | ------------------------------------- | ------------------------------------- |
| Temperatura máxima recorde (°C)                                                          | 41                                    | 41                                    | 40                                    | 39,6                                  | 34,1                                  | 31,2                                  | 32                                    | 35,2                                  | 36,8                                  | 37,9                                  | 40                                    | 40,2                                  | 41                                    |
| Temperatura máxima média (°C)                                                            | 31                                    | 30,2                                  | 29,1                                  | 26                                    | 22                                    | 19,8                                  | 19,2                                  | 21,8                                  | 22,5                                  | 25,3                                  | 28                                    | 30,4                                  | 25,4                                  |
| Temperatura média compensada (°C)                                                        | 25                                    | 24,2                                  | 22,8                                  | 19,6                                  | 16                                    | 14,2                                  | 13,5                                  | 15,4                                  | 16,7                                  | 19,5                                  | 21,8                                  | 24,2                                  | 19,4                                  |
| Temperatura mínima média (°C)                                                            | 20,1                                  | 19,7                                  | 18,3                                  | 15,2                                  | 12,1                                  | 10,4                                  | 9,4                                   | 10,8                                  | 12,3                                  | 15                                    | 16,5                                  | 18,7                                  | 14,9                                  |
| Temperatura mínima recorde (°C)                                                          | 9,4                                   | 8,7                                   | 5,9                                   | 2,5                                   | 0,1                                   | −2,6                                  | −2,9                                  | −2                                    | −0,6                                  | 3,4                                   | 5,2                                   | 7,2                                   | −2,9                                  |
| Precipitação (mm)                                                                        | 166,1                                 | 131,7                                 | 142                                   | 151,1                                 | 136,6                                 | 132,7                                 | 147,3                                 | 114,4                                 | 155,3                                 | 203,2                                 | 136                                   | 161,5                                 | 1 777,9                               |
| Dias com precipitação (≥ 1 mm)                                                           | 10                                    | 9                                     | 8                                     | 8                                     | 8                                     | 8                                     | 9                                     | 8                                     | 9                                     | 10                                    | 7                                     | 8                                     | 102                                   |
| Umidade relativa compensada (%)                                                          | 73,8                                  | 77,3                                  | 78,9                                  | 81,4                                  | 84,3                                  | 84,1                                  | 82,5                                  | 79                                    | 79,1                                  | 76,7                                  | 70,5                                  | 69,8                                  | 78,1                                  |
| Insolação (h)                                                                            | 242,6                                 | 205,8                                 | 212,6                                 | 179,4                                 | 155,8                                 | 126,8                                 | 146,5                                 | 166                                   | 158,5                                 | 181                                   | 224,5                                 | 249,9                                 | 2 249,4                               |
| Fonte: INMET (normal climatológica de 1991-2020; recordes de temperatura: 1931-presente) |                                       |                                       |                                       |                                       |                                       |                                       |                                       |                                       |                                       |                                       |                                       |                                       |                                       |

## Divisões político-administrativas
Santa Maria subdivide-se em distritos, os distritos em bairros e os bairros contém unidades residenciais, cada subdivisão com as suas finalidades e aspectos da seguinte forma:
- Distritos: Santa Maria, assim como a grande maioria dos municípios do Brasil, está dividido em distritos. A divisão em distritos tem finalidades administrativa. Santa Maria está dividida em 10 distritos. Os correios, como se baseiam em localidades, e não em municípios, considera cada distrito de Santa Maria como uma cidade.

- Bairros: O bairro é a identidade do local e seu topônimo é usado nos endereços junto ao logradouro e complemento. Santa Maria está dividida em 50 bairros oficiais cobrindo todo o território municipal, sendo 41 bairros no distrito da Sede e os demais 9 bairros cada um em um dos demais distritos, cujos nomes dos bairros são homônimos ao do distrito.

- unidades residenciais: As unidades residenciais nada mais são do que loteamentos planejados ou não, ou até mesmo localidades, que remetem ao menor nível de relação e convivência. Ao contrário dos bairros e distritos, as unidades residenciais não tem fins administrativos. Algumas unidades residenciais muitas vezes são mais conhecido que o bairro ao qual faz parte e são centenas de unidades residenciais em Santa Maria.

### 1º distrito: Sede
São os bairros do distrito da Sede com as suas respectivas unidades residenciais:
1. Agroindustrial: Agroindustrial, Agrovila I, Agrovila II, Distrito Industrial de Santa Maria;
2. Boi Morto: Boi Morto, Rincão dos Bentos, Vila Boi Morto, Vila Cauduro, Vila Querência, Vila Santa Catarina;
3. Bonfim: Bonfim;
4. Camobi: Base Aérea de Santa Maria, Camobi, Condomínio Bauhaus, Condomínio Cidade Universitária, Condomínio Residencial Novo Horizonte, Condomínio Vila Verde, Estação Colônia, Loteamento Bela Vista, Loteamento Behr, Loteamento Carlos Gomes, Loteamento Grazziotin, Loteamento Irmão Leão, Loteamento Martins da Silva, Loteamento Monfardini, Loteamento Montebello I, Lotemeamento Montebello II, Loteamento Montebello III, Loteamento Verdes Pampas, Loteamento Vila São José, Núcleo Habitacional Fernando Ferrari, Parque Residencial Alto da Colina, Parque Residencial Amaral, Parque Residencial Camobi, Parque Residencial Fiori D'Itália, Parque Residencial Monte Carlo, Parque Residencial Novo Horizonte, Parque Residencial Santa Lúcia, Parque Residencial Universitário, Parque Residencial Vitória,  Petit Vilage, Residencial Araçá, Universidade Federal de Santa Maria, Vila Almeida, Vila Assunção, Vila do Canto, Vila Jardim, Vila Santa Helena, Vila Santos Dumont, Vila Soares do Canto, Vila Tereza, Vila Tonetto, Vila Vitório Rossato;
5. Campestre do Menino Deus: Campestre do Menino Deus, Perau, Rincão do Soturno, Vila Dutra, Vila Garibaldi, Vila Menino Deus, Vila Pires;
6. Carolina: Carolina, Vila Carolina, Vila Valdemar Rodrigues;
7. Caturrita: Caturrita, Vila Bela União, Vila Jordânia, Vila Negrine, Vila Nossa Senhora da Conceição, Vila Portão Branco, Vila Santa Rita, Vila São José;
8. Centro: Astrogildo de Azevedo A, Astrogildo de Azevedo B, Centro, Parque Centenário, Parque Itaimbé, Rizzato Irmãos, Vila Belga, Vila Crispim Pereira, Vila Felipe de Oliveira, Vila José Azenha, Vila José Moraes, Vila Major Duarte, Vila Zulmira;
9. Cerrito: Cerrito, Cerrito Dois, Fósseis da Alemoa, Morro do Cerrito, Morro Mariano da Rocha, Vila Floresta;
10. Chácara das Flores: Balneário das Pedras Brancas, Chácara das Flores, Chácara das Rosas, Desmembramento Fernando Friedrich, Vila Cerro Azul, Vila das Flores, Vila Itagiba, Vila Sant'Anna, Vila Santa Terezinha, Vila São Rafael, Vila Tiarajú, Vila Vitória;
11. Diácono João Luiz Pozzobon: Conjunto Residencial Diácono João Luiz Pozzobon, Jardim Berleze, João Luiz Pozzobon, Loteamento Galápagos, Loteamento Montebello V, Loteamento Paróquia das Dores, Vila Cerrito, Vila Maringá;
12. Divina Providência: Divina Providência, Vila Brenner, Vila Km 2, Vila São João Batista;
13. Dom Antônio Reis: Dom Antônio Reis, Parque Residencial Dom Antonio Reis, Seminário São José;
14. Duque de Caxias: Duque de Caxias, Parque Residencial Duque de Caxias, Vila Lameira, Vila Moreira, Vila Plátano;
15. Itararé: Canário, Itararé, Loteamento Link, Possadas, Vila Bela Vista, Vila Bürger, Vila Felipe Menna Barreto, Vila Kruel, Vila Montanha Russa, Vila Nossa Senhora Aparecida, Vila Pércio Reis, Vila Popular Leste, Vila Popular Oeste;
16. Juscelino Kubitschek: Conjunto Habitacional Santa Marta, Juscelino Kubitschek, Vila Caramelo, Vila Jóquei Clube, Vila Martelet, Vila Prado, Vila Rigão;
17. Km 3: Km 3, Vila Anacleto Corrêa, Vila Bilibiu, Vila Dr. Wautier, Vila Favarin, Vila Palmares;
18. Lorenzi: Estância do Minuano, Lorenzi, Vila Bom Jesus, Vila Lorenzi, Vila Quitandinha, Vila Santa Rita de Cássia, Vila Santo Antônio, Vila Severo, Vila Tavares;
19. Menino Jesus: Menino Jesus, Vila Leste, Vila Major Duarte, Vila Ponte Seca;
20. Noal: Noal, Vila Arco-Íris, Vila Kosoroski, Vila Lídia, Vila Natal, Vila Noal, Vila Pantaleão, Vila Rohde, Vila San Martin;
21. Nonoai: Conjunto Residencial João Rolim, Nonoai, Parque Residencial Jardim Tamanday, Parque Residencial Panorama, Vila Nonoai;
22. Nossa Senhora das Dores: Dores, Loteamento Bela Vista, Loteamento Londero, Vila Cassel, Vila Roemer, Vila Rossato, Vila Sinhá, Vila São Luiz, Vila Tombési;
23. Nossa Senhora de Fátima: Fátima, Vila Antônio Corrêa, Vila Holtermann, Vila Militar, Vila Selmer;
24. Nossa Senhora de Lourdes: Loteamento Cidade Jardim, Nossa Senhora de Lourdes, Parque Residencial Nossa Senhora da Saúde, Parque Residencial Nossa Senhora de Lourdes, Vila Ana Maria, Vila Belém, Vila Elwanger, Vila Palotina, Vila Rolim;
25. Nossa Senhora do Perpétuo Socorro: Perpétuo Socorro, Vila do Carmo, Vila Getúlio Vargas, Vila Jane, Vila Neumayer, Vila Nossa Senhora do Perpétuo Socorro, Vila Tietze;
26. Nossa Senhora do Rosário: Beco do Otávio, Loteamento Noêmio Lemos, Rosário, Vila Bortola, Vila Menna Barreto, Vila Oficina Ramos, Vila Osvaldo Beck;
27. Nossa Senhora Medianeira: Condomínio Madre Paulina, Medianeira, Vila Bazzégio, Vila Cândida Vargas, Vila Esperança, Vila Imembuí, Vila Mariana, Vila Medianeira;
28. Nova Santa Marta: Loteamento Alto da Boa Vista, Loteamento Dez de Outubro, Loteamento Dezoito de Abril, Loteamento Marista, Loteamento Núcleo Central, Loteamento Sete de Dezembro, Nova Santa Marta, Vila Pôr do Sol;
29. Passo d'Areia: Loteamento Roveda, Passo d'Areia, Vila Independência, Vila Marechal Mallet, Vila Oliveira;
30. Patronato: Parque Residencial Padre Caetano, Patronato, Vila Dois de Novembro, Vila Guarani, Vila Plátano;
31. Pé de Plátano: Parque Residencial Ouro Verde, Pé de Plátano, Vila Almeida, Vila Presidente Vargas;
32. Pinheiro Machado: Loteamento Bela Vista, Loteamento Municipal Cipriano da Rocha, Loteamento Alberto Schons, Loteamento Montebello IV, Parque Residencial Pinheiro Machado, Parque Residencial Lopes, Vila Ecologia, Vila Rossi, Vila São Serafim;
33. Presidente João Goulart: João Goulart, Vila Fredolina, Vila Nova, Vila Operária, Vila Schirmer;
34. Renascença: Condomínio Residencial Arco Verde, Renascença, Vila Renascença;
35. Salgado Filho: Salgado Filho, Vila Brasília, Vila Kennedy, Vila Norte, Vila Nossa Senhora do Trabalho, Vila Salgado Filho;
36. São João: São João, Vila São João, Vila Schimidt;
37. São José: Jardim Lindóia, Loteamento Barroso, Parque do Sol, São José, Vila Farroupilha, Vila Figueira, Vila Sarandi, Vila Sargento Dornelles;
38. Tancredo Neves: Conjunto Residencial Piratini, Núcleo Habitacional Tancredo Neves, Tancredo Neves, Vila Canaã;
39. Tomazetti: Parque Residencial Tomazetti, Tomazetti, Vila Tomaz;
40. Uglione: Parque Residencial São Carlos, Uglione, Vila Alegria, Vila Goiânia, Vila São Pedro;
41. Urlândia: Parque Residencial São Carlos, Urlândia, Vila Formosa, Vila Santos, Vila Tropical, Vila Urlândia;

### 2º distrito: São Valentim
São os bairros do distrito do São Valentim com as suas respectivas unidades residenciais:
1. São Valentim: São Valentim.

### 3º distrito: Pains
São os bairros do distrito dos Pains com as suas respectivas unidades residenciais:
1. Pains: Pains, Passo das Tropas, Condomínio Alexandria;

### 4º distrito: Arroio Grande
São os bairros do distrito do Arroio Grande com as suas respectivas unidades residenciais:
1. Arroio Grande: Arroio do Meio, Arroio Grande, Arroio Lobato, Cidade dos Meninos, Colônia Nova, Faxinal da Palma, Kipper, Linha Canudos, Noal, Nossa Senhora da Saúde, Rosalino Noal, São Marcos, São Valentin, Três Barras, Vila Arroio Grande, Vila Fighera, Vila Santa Brígida;

### 5º distrito: Arroio do Só
São os bairros do distrito do Arroio do Só com as suas respectivas unidades residenciais:
1. Arroio do Só: Água Boa, Alto dos Mários, Arroio do Só, Coitado, Parada João Alberti, Picada do Arenal, Rincão dos Becos, Rincão dos Pires, Rincão Nossa Senhora Aparecida, São Geraldo, Tronqueiras, Vila Arroio do Só, Vila Pena;

### 6º distrito: Passo do Verde
São os bairros do distrito do Passo do Verde com as suas respectivas unidades residenciais:
1. Passo do Verde: Passo do Verde;

### 7º distrito: Boca do Monte
São os bairros do distrito da Boca do Monte com as suas respectivas unidades residenciais:
1. Boca do Monte: Boca do Monte,  Cabeceira do Raimundo,  Caixa d'Água,  Canabarro,  Cezarpina,  Colônia Pedro Stok,  Corredor dos Pivetas,  Durasnal,  Estação Experimental de Silvicultura,  Estância Velha,  Filipinho,  Lajeadinho,  Parada Link,  Passo da Ferreira,  Picada dos Bastos,  Quebra Dente,  Quilombo das Vassouras,  Rincão do Barroso,  Rincão dos Flores,  Santo Antônio,  Vila Boca do Monte,  Vila Esmeralda;

### 8º distrito: Palma
São os bairros do distrito da Palma com as suas respectivas unidades residenciais:
1. Palma: Comunidade Arnesto Penna Carneiro, Faxinal da Palma, Fazenda Palma, Fazenda Pozzobon, Linha Sete Sul, Loteamento Erondina Toniasso Bassan, Palma, Palmas, Passo do Cachorro, Passo do Gato, Passo dos Preto, Rincão dos Camponogara, Rincão dos Ventura, Santa Lúcia, Santa Teresinha, Santo Antônio, São Sebastião, Vale dos Panno, Vila Almeida, Vila Balconi, Vila Fuganti, Vila Gomes, Vila Palma, Vila Toniasso, Vila Venturini, Vista Alegre;

### 9º distrito: Santa Flora
São os bairros do distrito da Santa Flora com as suas respectivas unidades residenciais:
1. Santa Flora: Colônia Penna, Colônia Pinheiro, Santa Flora;

### 10º distrito: Santo Antão
São os bairros do distrito do Santo Antão com as suas respectivas unidades residenciais:
1. Santo Antão: Santo Antão;

## Áreas de risco
Na cidade de Santa Maria as áreas de risco geomorfológico encontram-se relacionadas a três processos: 
1. Às áreas sujeitas aos processos de dinâmica fluvial, como é o caso das inundações, dos alagamentos e das erosões de margem, associadas às bacias hidrográficas dos arroios Cadena, Ferreira e Vacacaí-Mirim;
2. Às ocupações estabelecidas nas encostas da serra Geral, na porção norte da cidade, que estão sujeitas a movimentos de massa; e,
3. às ocupações junto às cabeceiras de drenagem dos arroios Cadena e Ferreira, onde ocorrem processos erosivos acelerados, como ocorrência de voçorocas próximas à moradias.

Desses processos, o que tem gerado maiores preocupações, devido ao maior número de pessoas afetadas, são as ocupações nas margens dos arroios Cadena e Vacacaí-Mirím, sujeitas a inundações e à erosão das margens dos canais fluviais. As cabeceiras de drenagem e as áreas de encosta encontram-se ainda com baixa ocupação urbana, porém
se configuram como vetores da expansão irregular da cidade e, conseqüentemente, como áreas de risco potencial.

## Centro geográfico do Rio Grande do Sul
Situa-se na Unidade Residencial Localidade de Arenal, no bairro Passo do Verde, no Distrito do Passo do Verde, á longitude de 53°46’02.01" e latitude 29°51'02.48” Sul, distante 500 metros da BR-392 (Faixa de Santa Maria a São Sepé).

## O município e seus arredores

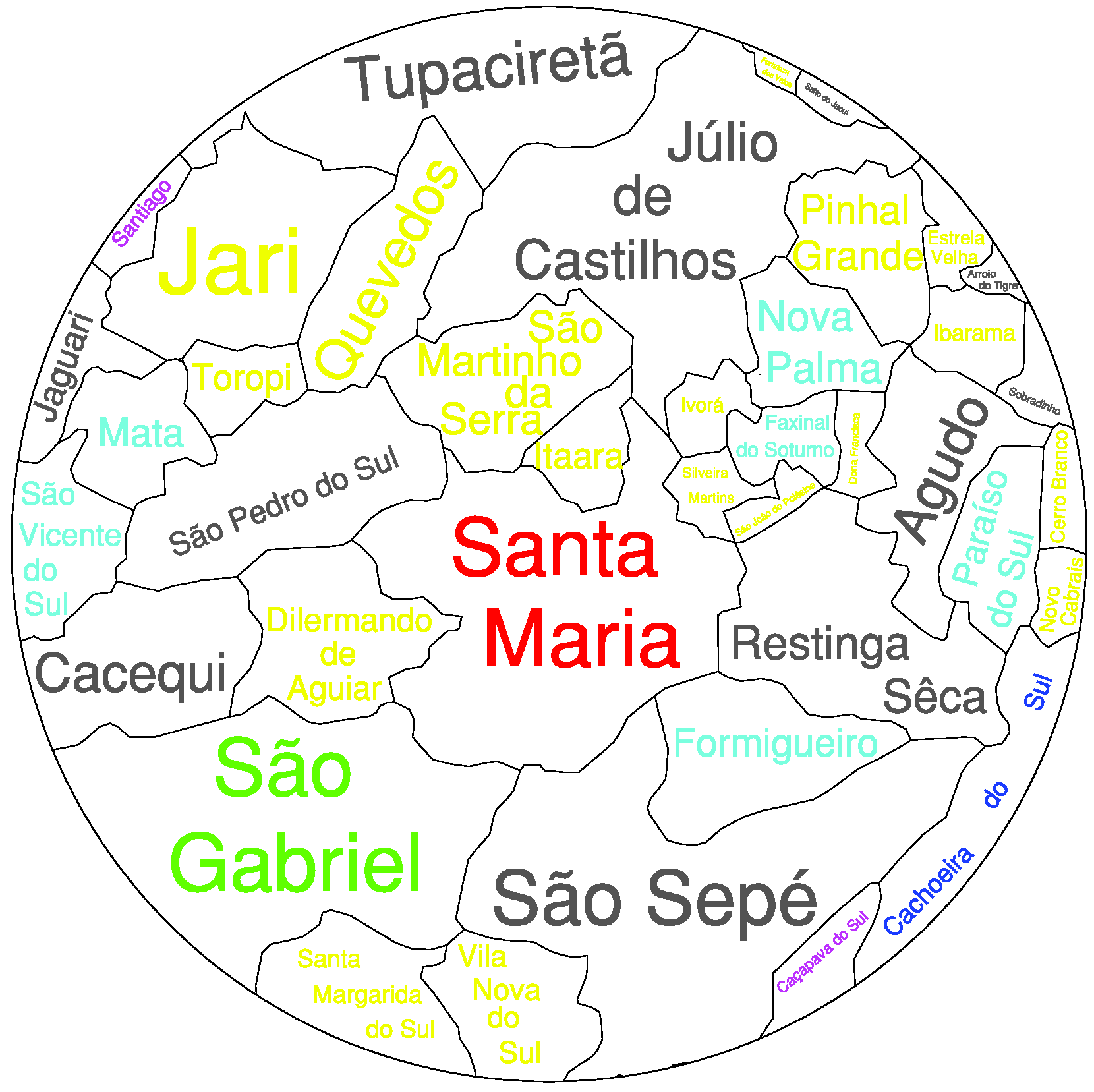
Santa Maria e seus arredores num raio de cerca de 100 km

Santa Maria (em vermelho) é de longe o município de maior população num raio de cerca de 100 km e conta com mais de 250 mil habitantes. O segundo mais populoso é Cachoeira do Sul (em azul) com um pouco mais de 80 mil habitantes. Em terceira posição, São Gabriel (em verde) com cerca de 60 mil habitantes. A seguir vem os municípios (em magenta) de Caçapava do Sul e Santiago que tem entre 25 mil e 50 mil habitantes. Em preto, municípios como Agudo cuja população está entre 10 mil e 25 mil habitantes. Com população entre 5 mil e 10 mil habitantes (em ciano) estão municípios como Faxinal do Soturno. Grande parte dos arredores de Santa Maria tem menos de 5 mil habitantes (em amarelo).

## Censo oficial de 2000
| #º  | Distrito       | População (hab.)       |
| 1º  | Sede           | 229.031                |
| 2º  | São Valentim   | 494                    |
| 3º  | Pains          | 3.559                  |
| 4º  | Arroio Grande  | 2.701                  |
| 5º  | Arroio do Só   | 1.127                  |
| 6º  | Passo do Verde | 498                    |
| 7º  | Boca do Monte  | 4.085                  |
| 8º  | Palma          | 856                    |
| 9º  | Santa Flora    | 1.263                  |
| 10º | Santo Antão    | Criado após Censo 2000 |

Importante: Os limites gerais estão conforme Lei Municipal nº 4.498/01 de 28/12/2001.
- Santo Antão foi criado após Censo 2000, em território do Distrito de Boca do Monte.
- Em 1921, o município de Santa Maria possuía uma área de 5.317 km².

Santa Maria possui uma grande população flutuante, constituída principalmente de estudantes que vem de várias partes do Rio Grande do Sul, do Brasil, e da América Latina.